# 2023年舊金山市G提案
G提案（英語：Proposition G，專有名詞縮寫），是美國加利福尼亞州舊金山於2023年11月20日通過的一次公投，提案訴求自2024年起，督促聯合學區（Unified School District）為義務教育（K-12）八年級學生開設基礎代數（Algebra I）數學課程供學習。